# Matthew Libatique
Matthew Libatique (ur. 19 lipca 1968 w Nowym Jorku) – amerykański operator filmowy. Jest najbardziej znany ze swojej współpracy z Darrenem Aronofskym i Joelem Schumacherem.

## Życiorys
Urodził się na Elmhurst w Nowym Jorku. Przed rozpoczęciem pracy operatora studiował socjologię i komunikację na California State University Fullerton.

## Wybrana filmografia
- 1996: Następcy parszywej dwunastki (Soldier Boyz)
- 1998: Pi
- 2000: Kraina tygrysów (Tigerland)
- 2000: Requiem dla snu (Requiem for a Dream)
- 2001: Josie i Kociaki (Josie and the Pussycats)
- 2002: Porzucona (Abandon)
- 2002: Telefon (Phone Booth)
- 2003: Gothika
- 2004: Ona mnie nienawidzi (She Hate Me)
- 2004: Nigdy nie umieraj sam (Never Die Alone)
- 2005: Wszystko jest iluminacją (Everything Is Illuminated)
- 2006: Plan doskonały (Inside Man)
- 2006: Źródło (The Fountain)
- 2007: Numer 23 (Number 23)
- 2008: Cud w wiosce Sant Anna (Miracle at St. Anna)
- 2008: Iron Man
- 2010: Czarny łabędź (Black Swan)
- 2010: Iron Man 2
- 2011: Kowboje i obcy (Cowboys & Aliens)
- 2018: Narodziny gwiazdy (A Star Is Born)
- 2022: Nie martw się, kochanie (Don't Worry Darling)

## Nagrody i nominacje
W 2006 roku otrzymał nominację do nagrody Satelita i brał udział w konkursie głównym Camerimage za film Źródło. W 2010 roku otrzymał szereg nominacji do prestiżowych nagród za pracę przy obrazie Czarny łabędź (m.in. nominacje do Oscara czy BAFTA). W 2019 roku został nominowany do Nagrody Akademii Filmowej (Oscara) za zdjęcia do filmu Narodziny gwiazdy.

## Kontrowersje
W 2018, w trakcie festiwalu Camerimage w Bydgoszczy naruszył nietykalność osobistą ratownika medycznego i policjantów.